# Jürgen Vogel
Jürgen Peter Vogel (Hamburg, 29 april 1968) is een Duitse acteur, scenarioschrijver, filmproducent en zanger.
Vogel groeide op in Hamburg en begon al op jonge leeftijd als kindmodel. In 1985 verhuisde hij naar Berlijn, waar hij een appartement deelde met acteur Richy Müller. In Duitsland brak Vogel door dankzij zijn optreden in Kleine Haie in 1992. In 2006 ontving Vogel een Zilveren Beer voor zijn werk als acteur, co-auteur en co-producer van de film Der freie Wille. Twee jaar later werd hij voor de Europese Filmprijzen genomineerd als beste acteur voor zijn rol in Die Welle.